# Microplexia elegans
Microplexia elegans är en fjärilsart som beskrevs av Saalmüller 1891. Microplexia elegans ingår i släktet Microplexia och familjen nattflyn. Inga underarter finns listade i Catalogue of Life.